# Костино (Самарская область)
 Костино  — поселок в Большечерниговском районе Самарской области в составе сельского поселения Краснооктябрьский.

## География
Находится на расстоянии примерно 29 километров по прямой на восток-северо-восток от районного центра села Большая Черниговка.

## Население
Постоянное население составляло 267 человек в 2002 году (русские 33%, башкиры 57%) ,  249 в 2010 году.